# Achrophyllum dentatum
Achrophyllum dentatum är en bladmossart som beskrevs av Dale Hadley Vitt och Marshall Robert Crosby 1972. Achrophyllum dentatum ingår i släktet Achrophyllum och familjen Hookeriaceae. Inga underarter finns listade i Catalogue of Life.